# Julius Hartranft
Julius Alfred Eugen Hartranft (* 28. Mai 1844 in Böblingen; † 4. April 1906 in Sindelfingen) war ein deutscher Pädagoge und Landtagsabgeordneter.

## Familie
Julius Hartranft war der Sohn des Böblinger Oberamtspflegers Christoph Heinrich Hartranft (1806–1889) und der Johanne Christiane Böhringer (1809–1871). Er heiratete Clara Fischer, mit ihr hatte er ein Kind. Sein Bruder war der Freudenstädter Stadtschultheiß und Landtagsabgeordnete Alfred Hartranft.

## Beruf
Julius Hartranft studierte Theologie und Philologie in Tübingen. Nach der Promotion zum Dr. phil. begann er als Lehrer an der Reallateinschule Sindelfingen, 1897 wurde er Rektor der Realanstalt in Sindelfingen. 

## Politik
Im Jahr 1895 wurde Hartranft als Vertreter des Oberamts Böblingen in die Zweite Kammer des württembergischen Landtags gewählt. Dieses Amt übte er bis zu seinem Tod aus. Er war Mitglied der Volkspartei.